# サミュエル・コールマン

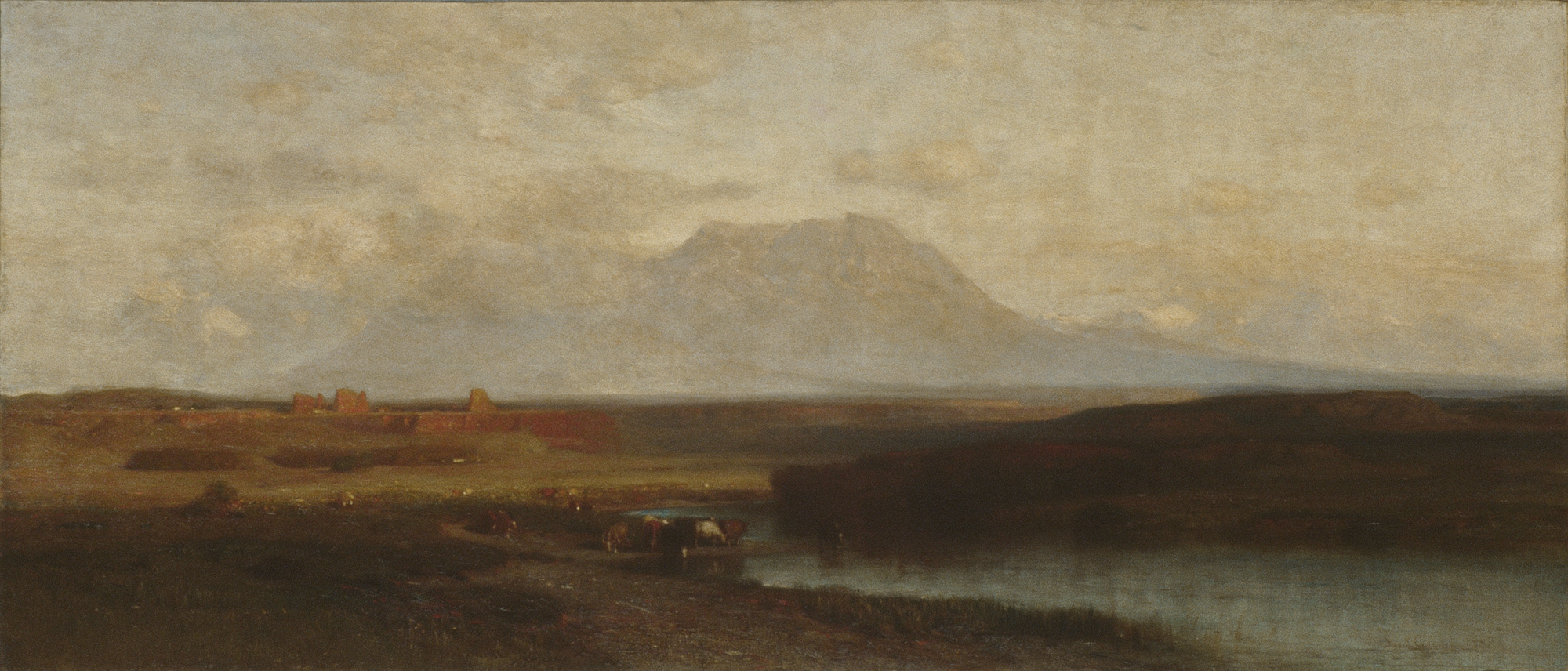
「コロラド州のスパニッシュ・ピーク」(1882) メトロポリタン美術館(蔵)

サミュエル・コールマン（Samuel Colman 、1832年3月4日 - 1920年3月26日）はアメリカ合衆国の画家、インテリア・デザイナーである。ハドソン川の風景などを描いた絵画で知られている。

## 略歴
メイン州のポートランドに生まれた。子供時代に家族はニューヨークに移り、父親は書店を開き、多くの教養ある人々が店に集まり、若いコールマンが芸術に興味を持つのに影響した。「ハドソン・リバー派」の画家、アッシャー・ブラウン・デュランド(1796-1886)に絵を学んだと考えられていて、18歳の1850年にはナショナル・アカデミー・オブ・デザインの展覧会に初めて出展した。1854年までにニューヨークにスタジオを開き、1855年にナショナル・アカデミーの準会員に選ばれ、正会員には1862年に選ばれた。
1850年代、1860年代にハドソン・リバー派の画家たちから影響を受けた風景画を描いた。南北戦争の後にはロマン主義のスタイルの絵画も描いた。
旅好きで、国外の街や港を描いた多くの作品を残した。1860年から翌年にかけて、フランス、スペインを旅し、1870年代の初めには、4年間ヨーロッパを旅し、地中海沿岸の町で長く過ごし、外国の景観を作品に描いた。
1870年代から1880年代は再び国内、特にアメリカ西部を旅し、トーマス・モランらと同じように、アメリカ西部の風景を描いた。南北戦争後に水彩画が人気になり、1886年にアメリカ水彩画協会の設立メンバーの一人となり、初代会長に選ばれたt。版画の技術にも巧みで、ニューヨーク版画クラブ(New York Etching Club)の会員であり、ヨーロッパの風景の版画を出版して人気があった。晩年は有名な工芸家のルイス・カムフォート・ティファニーに協力し、インテリア・デザイナーとしての仕事もした。アジアの工芸品の収集も行い、美術に関する著書もある。

## 作品

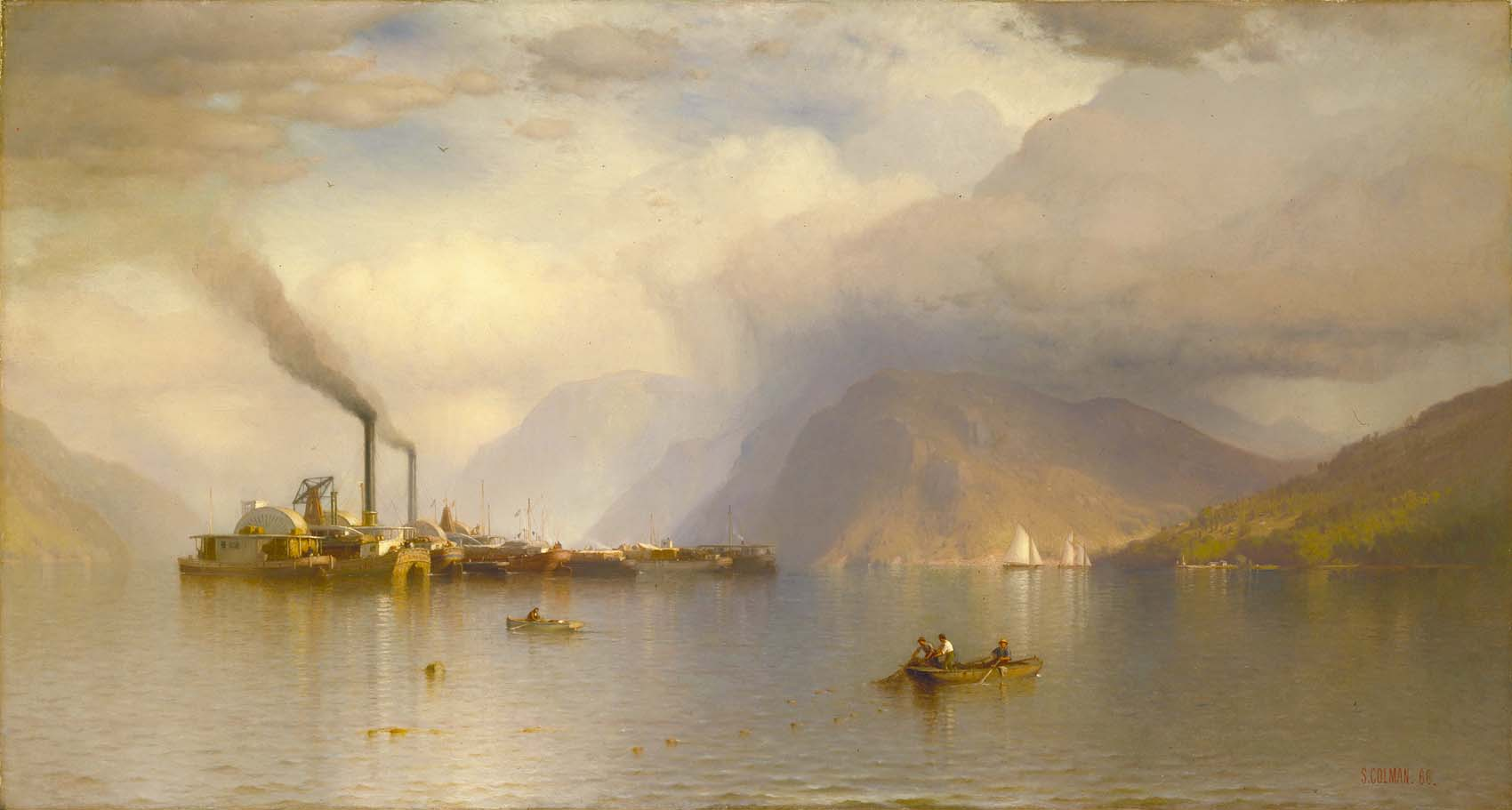
ハドソン川の汽船「Storm King」(1866)
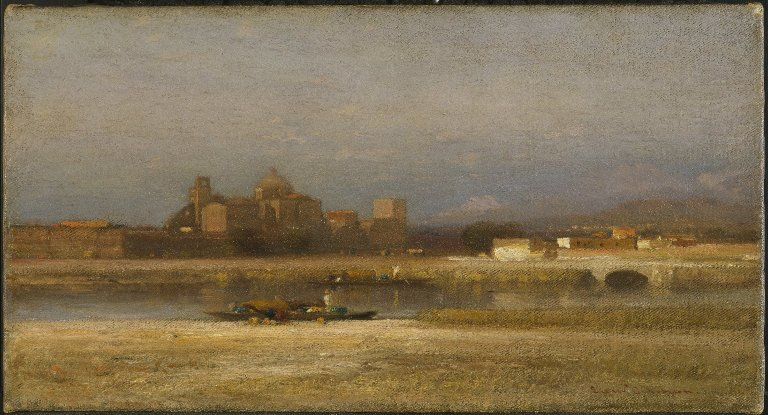
On the Viga, Outskirts of the City of Mexico (1892)
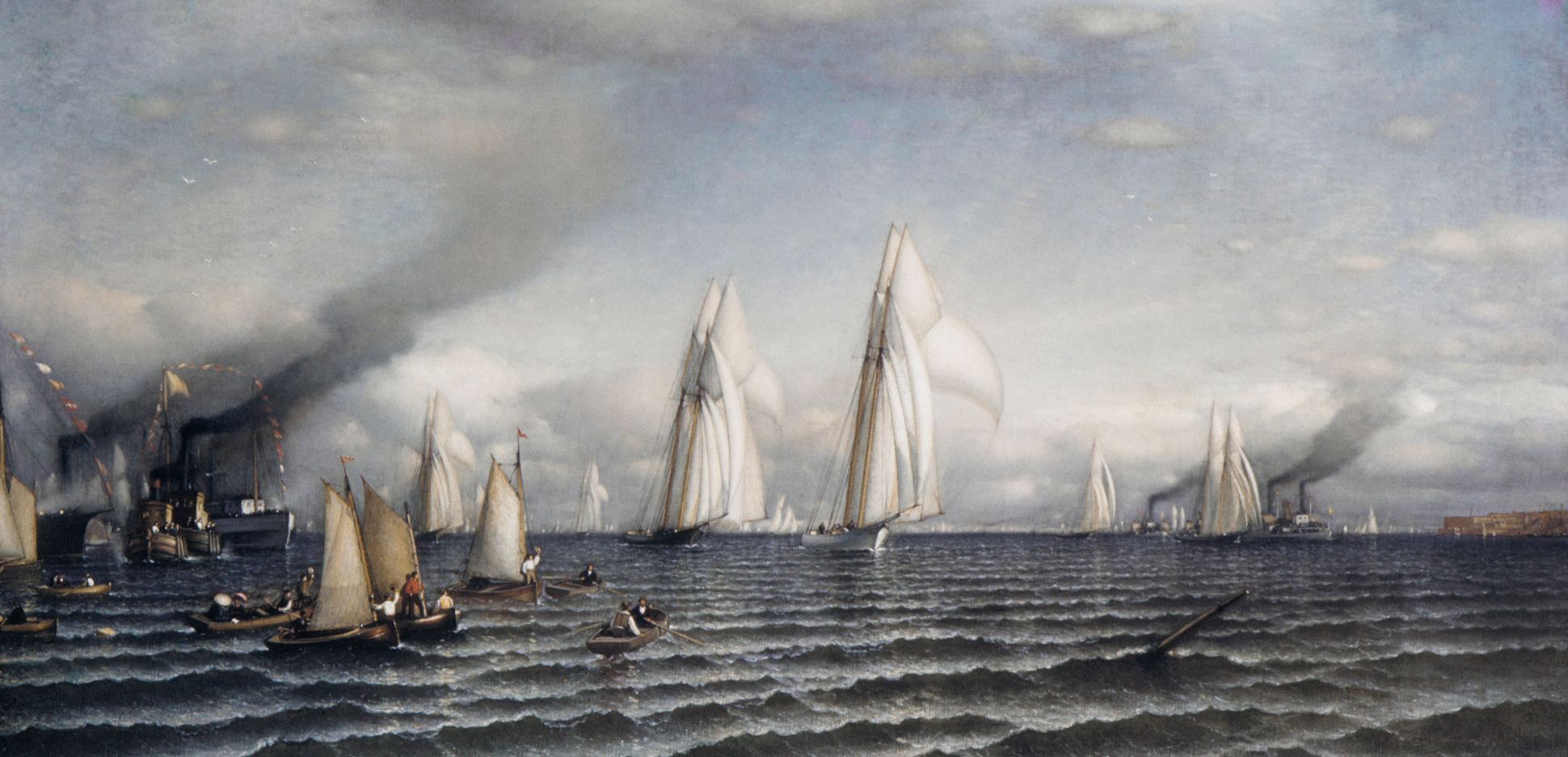
第1回アメリカスカップのゴール(1870)
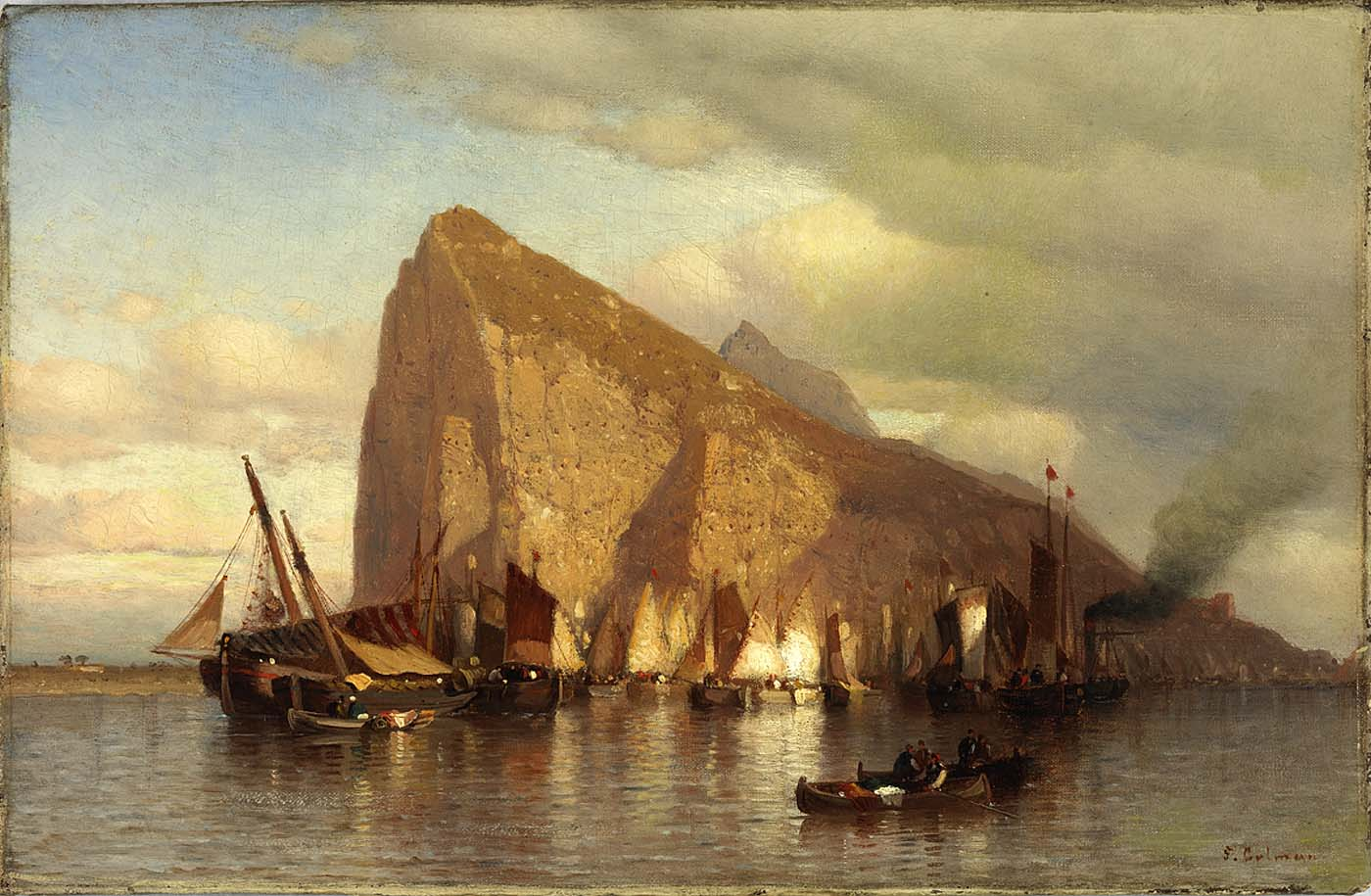
ジブラルタルの汐待ち
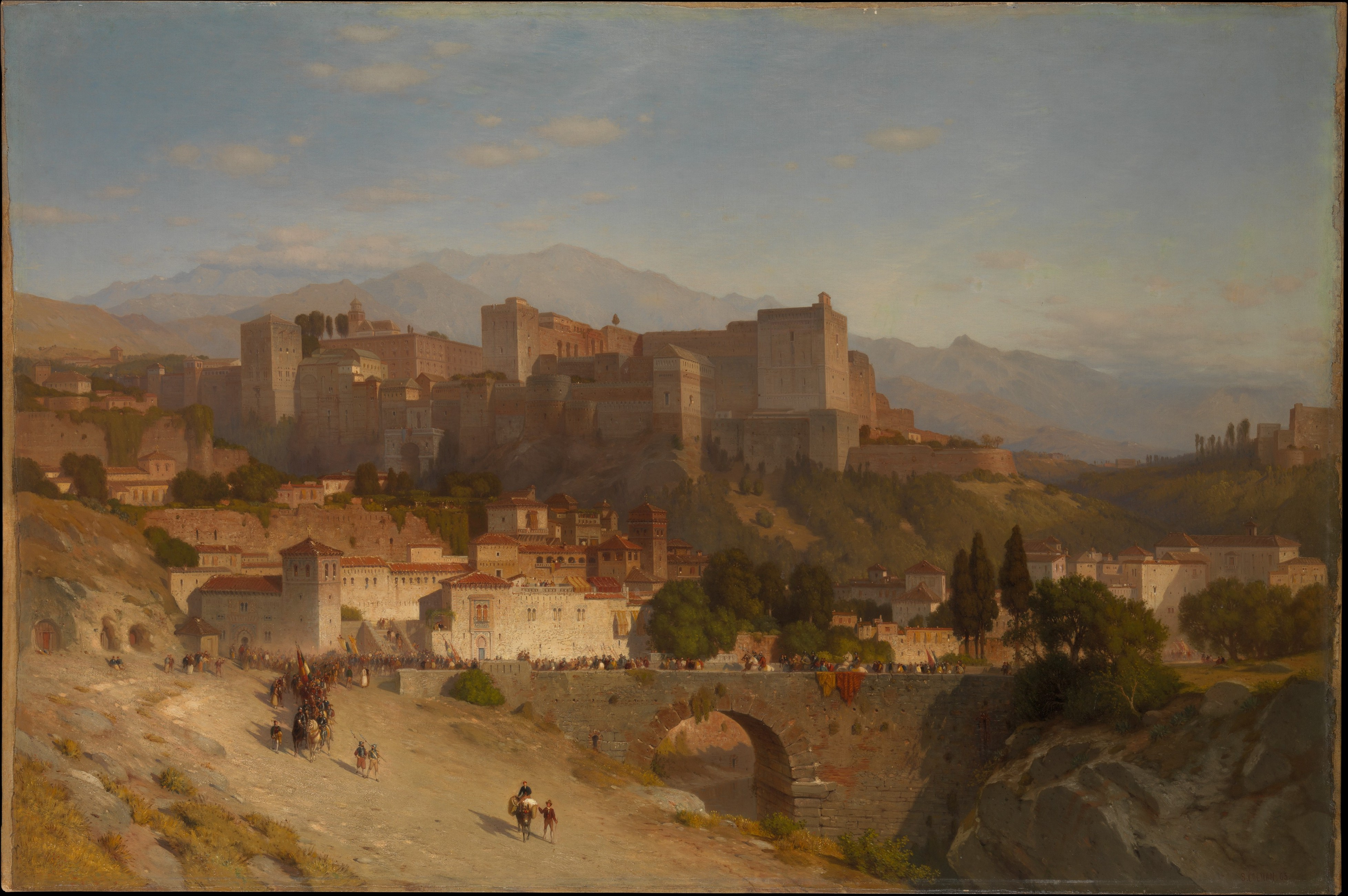
アルハンブラの風景
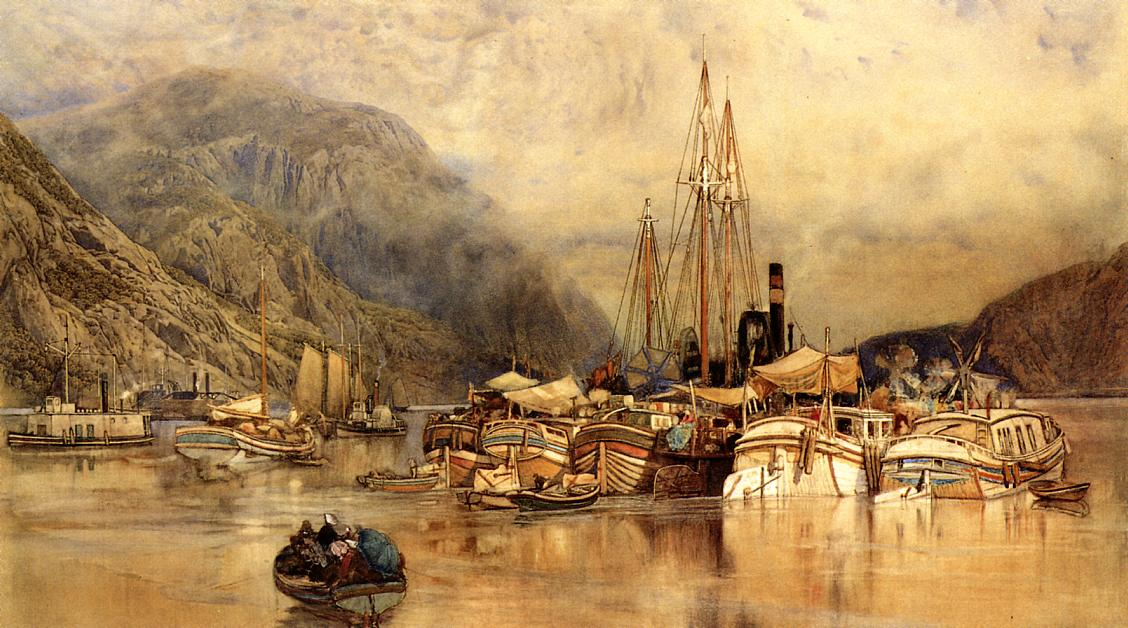
水彩画作品